# Jude (pel·lícula)
Jude és una pel·lícula britànica dirigida per Michael Winterbottom l'any 1996, adaptació de la novel·la Jude the Obscure de Thomas Hardy. El guió és de Hossein Amini. L'any 2000, Winterbottom va dirigir una altra adaptació de Thomas Hardy, El perdó. Ha estat doblada al català.

## Argument
A Anglaterra, al final de l'època victoriana, el jove Jude Fawley (Christopher Eccleston) somnia estudiar a la Universitat. Després d'un primer matrimoni desgraciat amb una filla del camp, Arabella (Rachel Griffiths) que l'abandona de cop deixant-li un mot, esdevé maçó i arriba a la ciutat de Christminster per realitzar el seu somni. Hi coneix la seva bella cosina, Sue Bridehead (Kate Winslet), tan intel·ligent i inconformista com ell. S'enamoren ràpidament, però han de fer front a grans dificultats i a l'escàndol provocat per la seva relació fora del matrimoni…

## Repartiment
- Christopher Eccleston: Jude Fawley
- Kate Winslet: Sue Bridehead
- Liam Cunningham: Phillotson
- Rachel Griffiths: Arabella
- June Whitfield: Tia Drusilla

## Rebuda
Premis i nominacions
- Millor actor per Christopher Eccleston al Festival internacional del film de Xicago
- Siver Frog per Eduardo Serra al festival Camerimage
- Millor film al festival d'Edimburg
- Christopher Eccleston nomenat als Premis Satellite

Crítica
- "La predestinació assetjada sota una ambientació-fotografia polida i unes interpretacions (Winslet arrasa), per moments, magnètiques"[3]